# Софія Фінер
Софія Фінер (швед. Sofia Finér; нар. 15 травня 1976) — колишня шведська тенісистка.
Найвищу одиночну позицію світового рейтингу — 289 місце досягла 23 червня 1997, парну — 254 місце — 27 жовтня 1997 року.

## Фінали ITF

### Одиночний розряд (2–3)
| Легенда                   |
| ------------------------- |
| Турніри $25,000           |
| $10,000 / Турніри $15,000 |

| Результат | Ранг | Дата           | Турнір                     | Покриття   | Суперниця          | Рахунок       |
| --------- | ---- | -------------- | -------------------------- | ---------- | ------------------ | ------------- |
| Поразка   | 1.   | 16 січня 1995  | Турку, Фінляндія           | Тверде (i) | Сандра Клейнова    | 4–6, 6–7      |
| Поразка   | 2.   | 21 січня 1996  | Турку, Фінляндія           | Тверде (i) | Марія Вольфбрандт  | 6–4, 2–6, 1–6 |
| Поразка   | 3.   | 24 червня 1996 | Бостад, Швеція             | Ґрунт      | Габріела Хмелінова | 3–6, 3–6      |
| Перемога  | 4.   | 6 жовтня 1996  | Ноттінгем, Велика Британія | Тверде (i) | Лорна Вудрофф      | 6–3, 6–2      |
| Перемога  | 5.   | 9 червня 1997  | Camucia, Італія            | Тверде     | Федеріка Фортуні   | 6–3, 6–1      |

### Парний розряд (3–6)
| Результат | Ранг | Дата           | Турнір                     | Покриття   | Партнерка           | Суперниці                                 | Рахунок       |
| --------- | ---- | -------------- | -------------------------- | ---------- | ------------------- | ----------------------------------------- | ------------- |
| Перемога  | 1.   | 3 липня 1995   | Лог'я, Фінляндія           | Ґрунт      | Анніка Ліндстедт    | Марія-Фарнес Капістрано Марія Вольфбрандт | 7–5, 6–4      |
| Перемога  | 2.   | 2 жовтня 1995  | Ноттінгем, Велика Британія | Тверде     | Анніка Ліндстедт    | Саманта Сміт Джейн Вуд                    | 7–6(9–7), 7–5 |
| Поразка   | 3.   | 30 жовтня 1995 | Стокгольм, Швеція          | Тверде     | Анніка Ліндстедт    | Карін Пташек Анна-Карін Свенссон          | 1–6, 3–6      |
| Поразка   | 4.   | 21 січня 1996  | Турку, Фінляндія           | Килим (i)  | Анніка Ліндстедт    | Карін Пташек Анна-Карін Свенссон          | 2–6, 4–6      |
| Поразка   | 5.   | 27 січня 1996  | Бостад, Швеція             | Тверде (i) | Анніка Ліндстедт    | Карін Пташек Анна-Карін Свенссон          | 3–6, 4–6      |
| Поразка   | 6.   | 4 лютого 1996  | Рунгстед, Данія            | Килим (i)  | Анніка Ліндстедт    | Софі Альбінус Майкен Папе                 | 6–3, 3–6, 4–6 |
| Поразка   | 7.   | 29 червня 1997 | Бостад, Швеція             | Ґрунт      | Лінда Янссон        | Анніка Ліндстедт Анна-Карін Свенссон      | W/O           |
| Поразка   | 8.   | 7 липня 1997   | Ф'юмічіно, Італія          | Ґрунт      | Анна Лінкова        | Зузана Гейдова Яна Мацурова               | 1–6, 1–6      |
| Перемога  | 9.   | 21 липня 1997  | Вальядолід, Іспанія        | Тверде     | Анна-Карін Свенссон | Петра Рампре Дафне ван де Занде           | 6–4, 6–3      |